# Kehrmaschine KM 2301

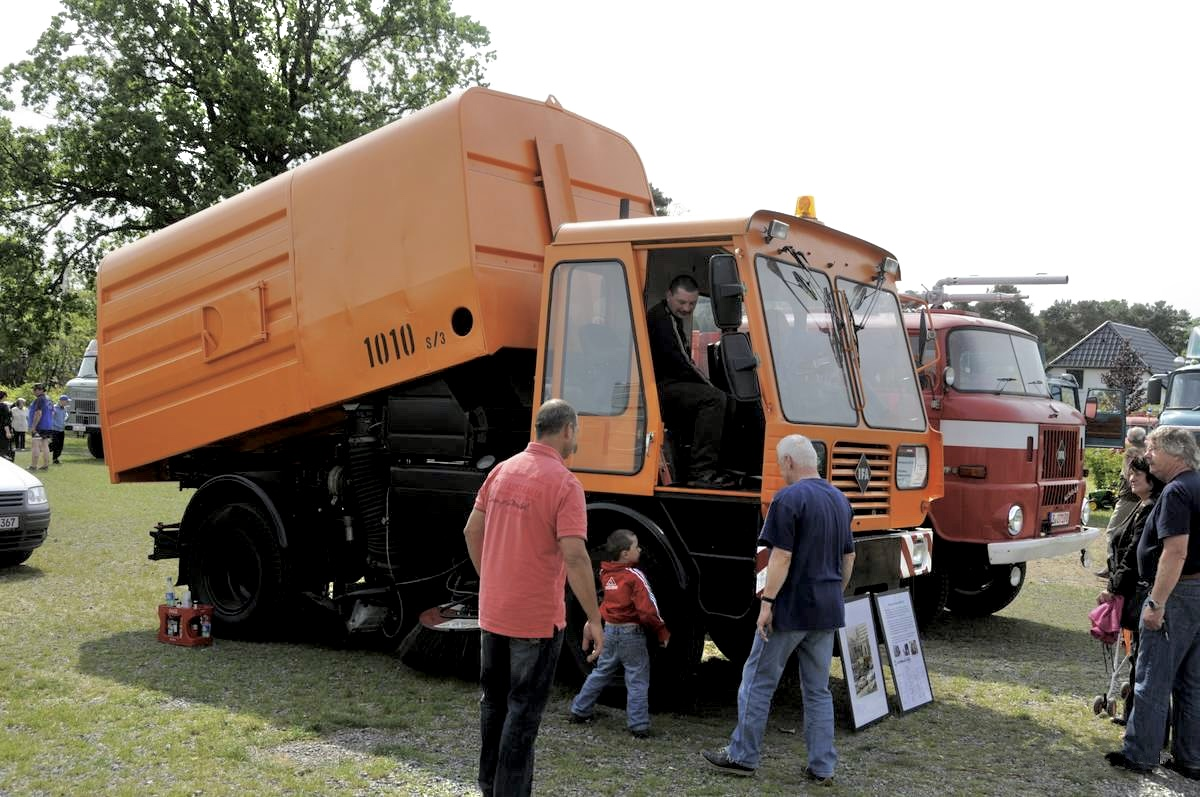
KM 2301, dahinter ein IFA W50

Logo des VEB Spezialfahrzeugwerke Berlin

Die Kehrmaschine KM 2301 wurde vom VEB Spezialfahrzeugwerk Berlin gebaut und 1981 auf der Leipziger Herbstmesse vorgestellt. Sie löste die seit 1970 produzierte Kehrmaschine KM 21 D ab, welche bis dahin besonders erfolgreich  exportiert wurde. Die KM 2301 war zur ganzjährigen Reinigung von Schnittgerinnen und Flächen im öffentlichen Verkehrsraum, sowie Werkstraßen und Lagerflächen konzipiert. Das Kehren war bei Außentemperaturen von 0 bis 35 °C möglich.

## Aufbau und Technik
Bei der KM 2301 wurden erstmals Serienfahrgestelle verwendet. Die belüftete und beheizbare Arbeitskabine ermöglichte eine gute Sicht und bot einen gewissen Komfort durch eine übersichtliche Bedienung und Kontrolle. Die Einstiegshöhe zur Kabine betrug 500 mm. Der Ein- und Ausstieg erfolgte über Schiebetüren. Der Antrieb der Kehrmaschine erfolgte über ein hydrostatisch-mechanisches Antriebssystem. Damit entfiel der sonst bis dahin verwendete Arbeitsmotor. Zudem waren auch minimale Kehrgeschwindigkeiten für extreme Verschmutzungen möglich. Mit einer Aufnahmeleistung von 90 kg/min konnte der 7 m³ große Kehrichtbehälter befüllt werden. Die Entladezeit betrug etwa 5 Minuten. Für das Entleeren des Kehrichtbehälters wurde eine Kipphydraulik mit einem langhubigen, doppelwirkenden Arbeitszylinder verwendet.
Der Wasserbehälter hatte ein Volumen von 1,1 m³ und war zwischen Vorder- und Hinterachse verbaut.
Vorn am Fahrzeug war anstatt einer Stoßstange ein Geräteträger angebracht. Damit verbundenen waren Anschlüsse für Hydraulik, Elektrik, Wasser und Pneumatik.
Im Kehrbetrieb wurde nach vorn Wasser versprengt, wodurch auch die Feinstaubbelastung gesenkt werden sollte. Der rotierende Seitenbesen führte den Kehricht aus den Schnittgerinnen vor die rotierende Kehrwalze. Dort wurde der Kehricht über das Saugmundstück pneumatisch abgesaugt und über einen Faltenschlauch in den Kehrichtbehälter geführt. Gegenstände, die nicht automatisch aufgenommen werden konnten, wurden über die Sperrgutklappe entsorgt. Wasser, welches sich im Kehrichtbehälter sammelte, konnte gesondert abgelassen werden. Ein Sieb sammelte leichtes Kehrgut wie Blätter oder Papier und trennte dies ab.
Die Nutzungsdauer war, je nachdem ob die Kehrmaschine im Ein- oder Zweischichtbetrieb lief, auf 7 bis 9 Jahre veranschlagt.

### Zubehör
Das Zubehör wurde als „Sonderausrüstungspunkte“ (SAP) geführt.
- Vorbauschneepflug (SAP 43)
- linker Seitenbesen (SAP 46)
- Vorbaubesen (SAP 47)
- Saugschlauch (SAP 49)
- Schmutzlösegerät (SAP 50)
- Seitenbesen mit Dederoborsten (SAP 51)
- Schneekehrwalze (SAP 44)

## Technische Daten
- Länge: 5970 mm
- Breite: 2500 mm
- Höhe: 3220 mm
- Höchstgeschwindigkeit: 80 km/h
- Kehrgeschwindigkeit: 0,5 – 15 km/h
- Leergewicht: 7,3 t
- Nutzmasse gesamt: 4,3 t
- Gesamtmasse: 11,9 t
- Motor: Dieselmotor 4 VD 14,5
- Verbrauch: 23 l (Fahrbetrieb) / 12,2 l (Arbeitsbetrieb)  je 100 km
- Wendekreis: 16600 mm
- Tankinhalt: 150 l
- Aufnahmeleistung: 90 kg/min